# Arab Mountain Fire Observation Station
L'Arab Mountain Fire Observation Station est une tour de guet du comté de Saint Lawrence, dans l'État de New York, dans le nord-est des États-Unis. Située à 768 mètres d'altitude dans les Adirondacks, elle est protégée dans l'Horseshoe Lake Wild Forest. Construite en 1918, elle est inscrite au Registre national des lieux historiques depuis le 23 septembre 2001.